# Rakowice (Bolesławiec)
Pour les articles homonymes, voir Rakowice.
Rakowice est une localité polonaise de la gmina et du powiat de Bolesławiec en voïvodie de Basse-Silésie.